# Чемпионат СССР по хоккею на траве среди женщин 1981
Чемпионат СССР по хоккею на траве среди женских команд 1981 года — III розыгрыш чемпионата СССР. Чемпионом в первый и единственный раз стал подмосковный «Спартак».

## Высшая лига

### Предварительный турнир
На предварительном этапе команды сыграли турнир в три круга. Третий круг завершился в Андижане 16 сентября.
Итоговая таблица предварительного турнира
| Место | Команда                        | И  | В  | Н  | П  | ЗМ | ПМ | РМ  | О  |
| ----- | ------------------------------ | -- | -- | -- | -- | -- | -- | --- | -- |
| 1     | «Андижанка» (Андижан)          | 27 | 16 | 6  | 5  | 48 | 25 | +23 | 37 |
| 2     | «Спартак» (Московская область) | 27 | 12 | 10 | 5  | 44 | 19 | +25 | 35 |
| 3     | СКИФ (Москва)                  | 27 | 14 | 6  | 7  | 43 | 25 | +18 | 34 |
| 4     | «Связист» (Алма-Ата)           | 27 | 10 | 10 | 7  | 31 | 25 | +6  | 30 |
| 5     | «Связист» (Баку)               | 27 | 9  | 11 | 7  | 17 | 19 | −2  | 29 |
| 6     | ТТУ (Горький)                  | 27 | 9  | 11 | 7  | 20 | 24 | −4  | 29 |
| 7     | «Крылья Советов» (Москва)      | 27 | 9  | 9  | 9  | 20 | 22 | −2  | 27 |
| 8     | «Колос» (Борисполь)            | 27 | 6  | 8  | 13 | 15 | 28 | −13 | 20 |
| 9     | «Авиаинститут» (Харьков)       | 26 | 4  | 9  | 13 | 13 | 32 | −19 | 17 |
| 10    | «Таурас» (Шяуляй)              | 26 | 2  | 6  | 18 | 7  | 39 | −32 | 10 |

### Матчи за 1-6-е места

#### Первый круг
Первый круг финальной пульки проходил в Москве, на Малой арене стадиона «Динамо» со 2 по 7 октября. Отмечалась очень низкая посещаемость матчей в Москве, встречи проходили практически при пустых трибунах.
Результаты матчей
- ТТУ — «Связист» (Алма-Ата). 0:1 (0:0)
- «Связист» (Баку) — «Спартак». 0:3 (0:2)
- «Андижанка» — СКИФ. 1:2 (0:1)
- ТТУ — «Связист» (Баку). 2:0 (1:0)
- «Андижанка» — «Спартак». 1:3 (1:3)
- «Связист» (Алма-Ата) — СКИФ. 0:2 (0:1)
- «Связист» (Баку) — «Связист» (Алма-Ата). 1:2 (0:0)
- «Андижанка» — ТТУ. 0:1 (0:0)
- СКИФ — «Спартак». 0:1 (0:1)
- «Связист» (Баку) — «Андижанка». 3:3 (2:2)
- «Связист» (Алма-Ата) — «Спартак». 1:2 (1:0)
- ТТУ — СКИФ. 1:6 (1:3)
- «Андижанка» — «Связист» (Алма-Ата). 2:1 (1:0)
- СКИФ — «Связист» (Баку). 3:0 (1:0)
- «Спартак» — ТТУ. 0:1 (0:1)

#### Второй круг
Матчи второго круга проходили в колхозе «Политотдел» с 21 по 26 октября. Участницам соревнований были предоставлены два игровых и одно тренировочное поле.
Результаты матчей
- «Связист» (Алма-Ата) — ТТУ. 1:2 (1:2)
- «Спартак» — «Связист» (Баку). 3:0 (2:0)
- СКИФ — «Андижанка». 3:1 (1:0)
- «Связист» (Баку) — ТТУ. 1:2 (0:0)
- СКИФ — «Связист» (Алма-Ата). 1:0 (0:0)
- «Спартак» — «Андижанка». 2:0 (1:0)
- «Связист» (Алма-Ата) — «Связист» (Баку). 2:1 (2:1)
- «Спартак» — СКИФ. 0:0
- «Андижанка» — ТТУ. 1:0 (0:0)
- «Спартак» — «Связист» (Алма-Ата). 3:0 (0:0)
- СКИФ — ТТУ. 3:2 (2:0)
- «Андижанка» — «Связист» (Баку). 0:0
- «Связист» (Баку) — СКИФ. 0:1 (0:1)
- ТТУ — «Спартак». 1:3 (0:2)
- «Связист» (Алма-Ата) — «Андижанка». 3:2 (1:1)

Чемпионат завершился скандалом. На церемонии награждения были вручены только бронзовые медали хоккеисткам «Андижанки», поскольку СКИФ подал протест на результат матча против «Спартака»: СКИФ посчитал, что в ворота «Спартака» несправедливо не был назначен пенальти и предоставил видеозапись матча в качестве доказательства. Несмотря на то что регламентом вообще не была предусмотрена возможность оспаривания результата матча из-за назначенного или не назначенного пенальти, а видеозапись не могла считаться доказательством в подобном случае, подведение итогов было отложено до разбора видеозаписи Всесоюзной коллегией судей. 29 октября на заседании ВКС протест был признан необоснованным и отклонён. Результаты матча и чемпионата оставлены в силе: «Спартак» (Московская область) стал чемпионом СССР, а СКИФ (Москва) — серебряным призёром.
Итоговая таблица после финального этапа
| Место | Команда                        | И  | В  | Н  | П  | ЗМ | ПМ | РМ  | О  |
| ----- | ------------------------------ | -- | -- | -- | -- | -- | -- | --- | -- |
| 1     | «Спартак» (Московская область) | 37 | 20 | 12 | 5  | 64 | 23 | +41 | 52 |
| 2     | СКИФ (Москва)                  | 37 | 22 | 7  | 8  | 65 | 31 | +34 | 51 |
| 3     | «Андижанка» (Андижан)          | 37 | 17 | 9  | 11 | 59 | 43 | +16 | 43 |
| 4     | ТТУ (Горький)                  | 37 | 14 | 11 | 12 | 32 | 40 | −8  | 39 |
| 5     | «Связист» (Алма-Ата)           | 37 | 14 | 10 | 13 | 42 | 42 | 0   | 38 |
| 6     | «Связист» (Баку)               | 37 | 9  | 13 | 15 | 23 | 40 | −17 | 31 |

## Первая лига

### Предварительный турнир
Турнир первой лиги проходил по следующему регламенту: в соревнованиях участвовали 8 команд, после предварительного трёхкругового турнира 4 лучших проводили финальный тур в один круг. Предварительный турнир завершился 26 сентября матчами в колхозе «Политотдел» и Самарканде.
Итоговая таблица предварительного турнира
| Место | Команда                            | И  | В  | Н | П  | ЗМ | ПМ | РМ  | О  |
| ----- | ---------------------------------- | -- | -- | - | -- | -- | -- | --- | -- |
| 1     | «Политотдел» (Ташкентская область) | 21 | 15 | 5 | 1  | 58 | 6  | +52 | 35 |
| 2     | «Спартак» (Москва)                 | 21 | 13 | 4 | 4  | 61 | 10 | +51 | 30 |
| 3     | «Маяк» (Ереван)                    | 21 | 12 | 6 | 3  | 43 | 16 | +27 | 30 |
| 4     | «Спартак» (Ульяновск)              | 21 | 9  | 4 | 8  | 19 | 22 | −3  | 22 |
| 5     | «Чевар» (Самарканд)                | 21 | 9  | 3 | 9  | 16 | 34 | −18 | 21 |
| 6     | «Олимпия» (Полтава)                | 21 | 6  | 4 | 11 | 11 | 24 | −13 | 16 |
| 7     | «Балтика» (Ленинград)              | 21 | 4  | 2 | 15 | 10 | 41 | −31 | 10 |
| 8     | «Енбек» (Лениногорск)              | 21 | 1  | 2 | 18 | 5  | 70 | −65 | 4  |

### Финальные и переходные игры
Финальные игры первой лиги проходили на центральном стадионе колхоза «Политотдел». Хозяйки поля выиграли все 3 матча, получив право выступить в высшей лиге в следующем сезоне. Занявший второе место «Спартак» (Москва) должен был встретиться в переходных матчах с «Таурасом». В турнире второй лиги первое место заняла команда СумГПИ (Сумы) и напрямую вышла в первую лигу, заменив снявшийся до завершения чемпионата «Енбек», а казанский «Буревестник», занявший второе место в переходных матчах встретился с «Балтикой».
«Спартак» по сумме двух встреч обыграл «Таурас» (1:1, 1:0 в дополнительное время) и после годичного перерыва вернулся в высшую лигу. «Балтика» сохранила за собой место в первой лиге, выиграв у «Буревестника» (0:0, 0:0, по пенальти 5:3).